# Лозовський Соломон Абрамович
Соломон Абрамович Лозовський (справжнє прізвище — Дрідзо; партійні псевдоніми — Матвій Григорович, робітник Олексій, А. Лозовський; 16 березня 1878, Нововасилівське (Гуляйпільський район) — розстріляний 12 серпня 1952, Москва) — український єврей, учасник лівих рухів в Україні напередодні Першої світової війни. Генеральний секретар Профінтерну, директор Держлітвидаву СССР, заступник народного комісара (міністра) закордонних справ СРСР, керівник Радінформбюро. Кандидат у члени ЦК ВКП(б) у 1927—1937 роках. Член ЦК ВКП(б) у 1937—1949 роках. Депутат Верховної ради СРСР 1—2-го скликань. Доктор історичних наук (1939). Чоловік доньки Георгія Маленкова — Волі Маленкової. Страчений у справі Єврейського антифашистського комітету.

## Біографія
Народився в селі Данилівка Покровської волості Олександрівського повіту Катеринославської губернії (нині село Нововасилівське Гуляйпільського р-ну Запорізької області) в родині вчителя. Дитинство провів у селі Царедарівка (нині село Лозівського району) та селі Лозова (нині місто в Харківській області). З 1892 по 1895 рік — учень коваля депо станції Лозова Катерининської залізниці. У 1895—1896 роках — коваль-підмайстер у депо станцій Павлоград і Мелітополь. У 1896—1899 роках — майстер-коваль депо станції Лозова Катерининської залізниці, навчався заочно в гімназії. У 1899 році закінчив екстерном курс Харківської гімназії для добровольців російської армії 2-го розряду.
У 1899—1903 роках — доброволець 2-го розряду 236-го Лаїшевського резервного батальйону 59-ї піхотної резервної бригади російської армії. Проходив військову службу в місті Казань (нині столиця Татарстану, РФ). У 1901 році екстерном склав іспити на атестат зрілості в гімназії Симбірська, працював репетитором у Казані та на станції Лозова. Проводив соціал-демократичну роботу в Україні, зокрема на залізничних станціях Лозова і Панютіне (нині смт. Лозівського району).
Член РСДРП з жовтня 1901 року.
З липня по жовтень 1903 року — на підпільній роботі на Невській заставі Санкт-Петербурга. З жовтня 1903 по жовтень 1904 року перебував у Санкт-Петербурзькій в'язниці попереднього ув'язнення за революційну діяльність.
З жовтня 1904 по жовтень 1905 року — організатор і пропагандист Казанського комітету РСДРП. Учасник революційних подій 1905 року в Казані, обраний від місцевої партійної організації на Таммерфорську конференцію РСДРП, де зустрівся з Лєніним. З жовтня по грудень 1905 року — в губернській в'язниці Казані.
З грудня 1905 по січень 1906 року — організатор і пропагандист РСДРП Васильєвського району Санкт-Петербурга.
У 1906 році переїхав до Харкова, працював з червня по липень 1906 року організатором і пропагандистом Харківського комітету РСДРП. У липні 1906 року заарештований за революційну діяльність, до 1908 року перебував у в'язниці Харкова. До серпня 1908 року — в'язень Олександрівської в'язниці Іркутська. З серпня по вересень 1908 року перебував на етапі до села Чегуйськ 
дещо пізніше — у Харкові (на поч. 1906). Під час етапування втік та перебрався за кордон. 
З жовтня по грудень 1908 року — в еміграції в Женеві (Швейцарія); у 1909 році переїхав до Парижа (Франція), де з 1909 по 1910 рік навчався на юридичному факультеті університету. З серпня 1909 по серпень 1914 року працював секретарем Бюро праці (яке  обслуговувало російських політемігрантів), завідувачем електромонтажної школи, секретарем профспілки шапкарів та кооперативу булочників у Парижі. З 1911 по 1917 рік входив до складу Паризької групи РСДРП, співпрацював із французькою Соціалістичною партією; брав участь у французькому профспілковому русі. Разом з В.Антоновим-Овсієнком видавав газети «Робітниче життя» і «Профспілкове життя». Від 1911 року примикав до групи більшовиків-примиренців, а під час Першої світової війни — більшовиків-інтернаціоналістів. З вересня 1914 по червень 1917 року був співредактором газет «Голос», «Наше слово», «Начало», директором гаража, кореспонденом газети «Нове життя» в Парижі. У червні 1917 року повернувся до Росії.
28 червня (11 липня) 1917 — 7 (20) січня 1918 року — секретар Тимчасової президії Всеросійської центральної ради професійних спілок (ВЦРПС). У серпні цього ж року вступив до РСДРП (більшовиків), у грудні 1917 року виключений з її складу за виступи в пресі проти диктатури пролетаріату.
У 1918—1919 роках — голова ЦК РСДРП (інтернаціоналістів), у її складі в грудні 1919 прийнятий до РКП(б). 
У 1818 році (до грудня) — відповідальний секретар ЦК Всеросійської спілки текстильників. У 1918—1919 роках — відповідальний секретар ЦК Всеросійської спілки залізничників. У 1919 році — завідувач організаційного відділу та член президії ВЦРПС.
У 1919—1920 роках — голова Московської міської ради професійних спілок. У 1920—1921 роках — член президії ВЦРПС.
У квітні 1921 — червні 1938 року — генеральний секретар Світового інтернаціоналу профспілок (Профінтерну). У 1922 році очолив делегацію ВЦРПС на Гаазькому конгресі миру, у 1927 році — на I-й Тихоокеанській конференції профспілок.
З 1921 по листопад 1922 року — член виконавчого комітету Комуністичного Інтернаціоналу. У липні 1924 — 15 травня 1943 року — кандидат у члени виконавчого комітету Комуністичного Інтернаціоналу. У березні 1926 — липні 1935 року — член президії виконавчого комітету Комуністичного Інтернаціоналу. 3 вересня 1928 — липень 1935 року — кандидат у члени Секретаріату виконавчого комітету Комуністичного Інтернаціоналу. У липні 1935 — 15 травня 1943 року — кандидат у члени президії виконавчого комітету Комуністичного Інтернаціоналу.
У 1937 (за іншими даними — червні 1938) — травні 1939 року — директор Державного видавництва художньої літератури «Держлітвидав» у Москві.
14 травня 1939 — 24 липня 1946 року — заступник народного комісара (міністра) закордонних справ СРСР. Як послідовний антинацист поділяв погляди Литвинова про необхідність зближення із США, був його близьким другом. У 1942 році став одним з керівників Єврейського антифашистського комітету.
Одночасно, з вересня 1940 по вересень 1946 року — завідувач кафедри історії міжнародних відносин, з вересня 1946 по лютий 1949 року — завідувач кафедри міжнародних відносин і зовнішньої політики СРСР Вищої партійної школи при ЦК ВКП(б).
З травня 1944 по червень 1944 року — начальник Бюро із координації пропаганди, з червня по 24 липня 1946 року — заступник начальника, 24 липня 1946 — 25 липня 1947 року — начальник Радянського інформаційного бюро при РМ СРСР.
У зв'язку із чисткою зовнішньополітичного відомства і посольського корпусу «від недопустимо високої концентрації євреїв», що складала 50 %, був звільнений з посад.
18 січня 1949 року виведений зі складу ЦК ВКП(б) і виключений із партії.
26 січня 1949 року заарештований у т. зв. справі Єврейського антифашистського комітету. 18 липня 1952 року був засуджений до страти, а 12 серпня 1952 року розстріляний в Москві. Похований на Донському цвинтарі Москви.
22 листопада 1955 року реабілітований. 9 грудня 1955 року посмертно поновлений в членах КПРС.

## Нагороди
- орден Леніна (3.11.1944)
- орден Вітчизняної війни I ст. (5.11.1945)
- медалі